# Ісянов Равіль Ахмедуллович
Ісянов Равіль Ахмедуллович (рос. Исянов Равиль Ахмедуллович, англ. Ravil Isyanov; 20 серпня 1962, Воскресенськ, Московська область — 29 вересня 2021, Лос-Анджелес, Каліфорнія) — американський актор російського походження (татарин за національністю).

## Життєпис
Народився 20 серпня 1962 року у місті Воскресенськ Московської області. Служив у ВПС СРСР. Навчався у Школі-студії МХАТ під керівництвом Олександра Калягіна, яку закінчив 1990 року.
1991 року емігрував до США, де активно знімався в кіно та на телебаченні, виконуючи в основному ролі росіян. Його постійним місцем проживання був Лос-Анджелес, Каліфорнія.
Помер 29 вересня 2021 року у Лос-Анджелесі в 59-річному віці.

## Фільмографія
| Рік       |    | Українська назва                | Оригінальна назва                  | Роль                                  |
| --------- | -- | ------------------------------- | ---------------------------------- | ------------------------------------- |
| 1992      | ф  | Назад до СРСР                   | Back in the USSR                   | Георгій                               |
| 1992      | тф | Сталін                          | Stalin                             | Яків Джугашвілі                       |
| 1992      | с  | Хроніки молодого Індіани Джонса | The Young Indiana Jones Chronicles | Сергій                                |
| 1994      | с  | Мешканці Іст-Енду               | EastEanders                        | Марку                                 |
| 1995      | ф  | Хакери                          | Hackers                            | російський хакер                      |
| 1995      | ф  | Золоте око                      | Golden Eye                         | пілот МІГ                             |
| 1996      | ф  | Гамлет                          | Hamlet                             | Корнеліус                             |
| 1996      | с  | Погані хлопці                   | Bad Boys                           | Влад                                  |
| 1997      | ф  | Святий                          | The Saint                          | охоронець Третьяка                    |
| 1997      | ф  | Шакал                           | Jackal                             | Гацці Мурад                           |
| 1998—1999 | с  | Сім днів                        | Seven Days                         | доктор Йозеф Вукович / Антон Курійов  |
| 1999      | ф  | Код Омега                       | The Omega Code                     | Рикофф                                |
| 2000      | ф  | І прийшов павук                 | Along Came a Spider                | агент Лермонтов                       |
| 2000      | ф  | Щупальця                        | Octopus                            | Каспер                                |
| 2000      | с  | Баффі — переможниця вампірів    | Buffy the Vampire Slayer           | чернець                               |
| 2001      | ф  | А ось і лікар                   | The Shrink Is In                   | Діно                                  |
| 2001      | ф  | Арахнід                         | Arachnid                           | Генрі Капрі                           |
| 2001—2003 | с  | Шпигунка                        | Alias                              | Лурій Карпачов                        |
| 2002      | ф  | К-19                            | K-19: The Widowmaker               | капітан третього рангу Суслов         |
| 2003      | ф  | Скарб                           | Holes                              | Морріс Менке                          |
| 2005      | ф  | Містер і місіс Сміт             | Mr. & Mrs. Smith                   | відвідувач у барі                     |
| 2005      | с  | Битва за космос                 | Space Race                         | Валентин Глушко                       |
| 2006      | ф  | Добрий німець                   | The Good German                    | генерал Сікорський                    |
| 2006      | с  | 24                              | 24                                 | технік                                |
| 2006      | с  | NCIS: Полювання на вбивць       | NCIS                               | Роберт Джон Стівенс / Микола Панченко |
| 2007      | с  | Втеча з в'язниці                | Prison Break                       | Ваятт                                 |
| 2008      | ф  | Виклик                          | Defiance                           | Віктор Панченко                       |
| 2009      | с  | Межа                            | Fringe                             | Томас                                 |
| 2009—2011 | с  | Менталіст                       | The Mentalist                      | Уліс Оранті / Чарлі Чаплін            |
| 2010      | с  | Кістки                          | Bones                              | Димитрій Владов                       |
| 2010      | ф  | Стерва для чемпіона             | Стерва для чемпиона                | Лопес                                 |
| 2011      | ф  | Трансформери: Темний бік Місяця | Transformers: Dark of the Moon     | енергетик                             |
| 2013      | с  | Контакт                         | Touch                              | арендодавець                          |
| 2013      | с  | Чорна мітка                     | Burn Notice                        | Владімір Дубофф                       |
| 2014—2018 | с  | Останній корабель               | The Last Ship                      | адмірал Костянтин Миколайович Русков  |
| 2016      | с  | Агенти Щ.И.Т.                   | Agents of S.H.I.E.L.D.             | Антон Петров                          |
| 2016      | ф  | Снайпер: Воїн-привид            | Sniper: Ghost Snooter              | Андрій Машков                         |
| 2017      | с  | Американці                      | The Americans                      | Руслан                                |
| 2017—2018 | с  | Блиск                           | GLOW                               | Грегорі                               |
| 2020      | ф  | Клаустрофоби: Квест у Москві    | No Escape                          | офіціант                              |
| 2022      | ф  | Білявка                         | Blonde                             | Біллі Вайлдер                         |
| 2022      | ф  | 25 центів за хвилину            | 25 Cents Per Minute                | Пітер                                 |